# Tortula israelis
Tortula israelis là một loài Rêu trong họ Pottiaceae. Loài này được Bizot & F. Bilewsky miêu tả khoa học đầu tiên năm 1955.